# Matti Jutila
Matti Jutila (Vesilahti, 16 de março de 1943) é um matemático finlandês e professor da Universidade de Turku. Sua área de pesquisa é a teoria dos números.
Repetidamente conseguiu reduzir o limite superior da constante de Linnik.